# プリプロダクション
プリプロダクション（pre-production）は映画などの制作において、撮影前の作業の総称である。日本ではプリプロと略される。脚本、絵コンテを完成させる事、スタッフ・キャストを集める事、ロケハンなどを含む。映像制作における準備段階であり、撮影そのものは含まない。最近ではCGによる絵コンテ（コンセプトアート）ともいえるプリビジュアライゼーションというものもある。
音楽制作においては、本格的なレコーディングを行う前に、楽曲の方向性の確認をするために大まかな曲構成やアレンジ、keyなどの簡易的なレコーディングを行うことを意味する。従って楽曲オーディションの意味合いが強い「デモテープ」とは区別して用いられる。

## プリプロダクションソフトウェアの例
| ソフトウェア             | アウトライニング / コルクボード | スクリーンライティング / 字コンテ | ストーリーボード / 絵コンテ | ショットブロッキング  | アニマティック / ビデオコンテ | アニマティック / ビデオコンテ | 日程調整 | 予算編成                |
| ソフトウェア             | アウトライニング / コルクボード | スクリーンライティング / 字コンテ | ストーリーボード / 絵コンテ | ショットブロッキング  | 手描き                        | 3DCG                          | 日程調整 | 予算編成                |
| ------------------------ | ------------------------------- | --------------------------------- | --------------------------- | --------------------- | ----------------------------- | ----------------------------- | -------- | ----------------------- |
| Celtx                    | Index Cards                     | Writing                           | Storyboard                  | Shot Blocker          | ?                             | ?                             | Yes      | Yes                     |
| StudioBinder             | ?                               | Yes                               | Yes                         | ?                     | ?                             | ?                             | Yes      | ?                       |
| Final Draft              | ビートボード                    | Yes                               | No                          | No                    | No                            | No                            | No       | No                      |
| Movie Magic Screenwriter | Index Card                      | Yes                               | No                          | No                    | No                            | No                            | No       | No                      |
| WriterDuet               | Yes                             | Yes                               | No                          | No                    | No                            | No                            | No       | No                      |
| Scrivener                | Corkboard                       | Yes                               | No                          | No                    | No                            | No                            | No       | No                      |
| Storyist                 | Yes                             | Yes                               | No                          | No                    | No                            | No                            | No       | No                      |
| Gorilla Scheduling       | ?                               | ?                                 | Yes                         | ?                     | ?                             | ?                             | Yes      | (Gorilla Budgeting)     |
| Movie Magic Scheduling   | ?                               | ?                                 | Yes                         | ?                     | ?                             | ?                             | Yes      | (Movie Magic Budgeting) |
| StoryBoard Quick         | ?                               | ?                                 | Yes                         | ?                     | ?                             | ?                             | ?        | ?                       |
| StoryBoard Artist        | ?                               | ?                                 | Yes                         | ?                     | ?                             | Yes                           | ?        | ?                       |
| Blender                  | No                              | (Blender Screenwriter addon)      | Storypencil addon           | No                    | Grease Pencil                 | Yes                           | No       | No                      |
| Maya                     | No                              | No                                | No                          | ?                     | Blue Pencil                   | Yes                           | No       | No                      |
| SketchUp                 | No                              | No                                | ?                           | Advanced Camera Tools | ?                             | 部分的                        | No       | No                      |

1. ↑  外部アドオンにScene Strip Toolsアドオンもある。また過去には外部アドオンとしてUbisoft Shot Managerアドオンや2Dストーリーボード向けのFJR_storyboardtoolも存在した。
2. ↑  ストーリーボード向けのInterActiveStoryBoardスクリプトも存在した[3]。
3. ↑  Grease Pencilの後継。元Chris Zurbrigg製。
4. ↑  アニマティック向けのjSequencerスクリプトも存在した。
5. ↑  旧Film & Stage。以前はプラグインであった。

Celtx (Backlight←Celtx)
Webベースのプリプロダクション用ソフトウェア。ストーリーボードの共有にも対応している。以前はアプリ版のCeltx Shotsも存在した。
StudioBinder (StudioBinder社)
Webベースのプロダクション管理ソフトウェア。

### スクリーンライティング
Final Draft（Final Draft社）
Fade In (GCC Productions)
Movie Magic Screenwriter (Write Brothers←Screenplay Systems)
スクリーンライティングソフトウェア。姉妹ソフトウェアとしてMovie Magic Scheduling及びMovie Magic Budgetingも存在したが、Creative Planet（現Entertainment Partners）へと売却された。
Practical Scriptwriter (Practical Software Design)
Scrivener (Literature & Latte)
Storyist (Storyist Software)
macOS及びiOS用のスクリーンライティングソフトウェア。
WriterDuet（WriterDuet社）
スクリーンライティング向けWebサービス。競合サービスのScripped（Scripped社）がシステム障害で終了した際の受け皿ともなっていた (なおScrippedは競合サービスのZhura（Zhura社）とも合併していた)。
また開発終了ソフトウェアにはAdobe Story (Adobe)、Sophocles (Sophocles Software、Windows向け)、Montage (Mariner software、macOS向け)、Amazon Storywriter (Amazon、Webサービス)、vScripter (FiveSprockets、Webサービス) などがある。

### スクリプトブレイクダウン / ストーリーボード / スケジューリング
Gorilla Scheduling (Jungle Software)
Movie Magic Scheduling (Entertainment Partners←Creative Planet←Screenplay Systems)

### ストーリーボード / アニマティック
ストーリーボードやアニマティックには一般的なペイントソフトウェアや3DCGソフトウェアも使われている。
Storyboard Pro (Toon Boom Animation)
2D/3Dストーリーボード作成ソフトウェア。スクリーンライティングのFinal Draft形式の読み込みに対応している。
Storyboarder (Wonder Unit)
2D/3Dストーリーボード作成ソフトウェア。オープンソース。スクリーンライティングのFountain形式の読み込みに対応している。
PanelForge (Panel Forge Ltd)
アニメーション向けの2D/3Dストーリーボード作成ソフトウェア。同種のRedboard (Hibbert Ralph Animation製) の実質的後継として開発されており、Blue Zoo Animation StudioとJellyfish Animationで使われている。
Blender
3DCGソフトウェアであるが2D/3D手描き機能のGrease Pencilを持っているほか、3Dシーンの挿入が可能な動画編集機能もありストーリーボード及びアニマティック作成に使われている。3.4.1でストーリーボード向けのStorypencilアドオンが追加された。

#### 2Dストーリーボード
StoryBoard Quick / Artist (PowerProduction Software)
2Dストーリーボード作成ソフトウェア。下位版のStoryBoard Quickとアニマティックにも対応する上位版のStoryBoard Artistがある。後者は3Dオブジェクトにも対応している。Final Draft形式の読み込みに対応している。プラグイン版としてMartiniがあり、Avid Media Composer、Final Cut Pro、Premiere Pro、Vegas Proに対応している。
TVPaint Animation Professional Edition (TVPaint Developpement)
2Dアニメーション制作ソフトであるが、Professional Editionに2Dストーリーボード及びアニマティック作成向けの機能がある。
Krita
2Dペイントソフトウェアであるが、3.0以降2Dアニメーションに対応し、5.0以降Storyboard Docker機能を備えている。
OpenToonz（DWANGO）
2Dアニメーションソフトウェア。オープンソース。Digital Video S.p.A製のToonzの派生。1.7でPreproduction Board機能が搭載された（Toonz派生ストーリーボードソフトのStory Plannerの機能に相当する）。

#### 3Dストーリーボード
FrameForge Storyboard Studio (Innoventive Software)
実写向けのプレビズ及び3Dストーリーボード作成ソフトウェア。旧FrameForge Previz Studio。

#### ストーリーボード管理
FLIX (Foundry←Sony Pictures Imageworks)
Webベースの共同作業向けストーリーボード管理ソフトウェア。ストーリーボード作成ソフトウェアのStoryboard Proとの連携に対応している。プロジェクト管理システムのShotGrid（旧Shotgun）との連携も可能。Mayaとの連携にも対応していたが6.0で削除された。

### ショットブロッキング
Shot Designer (Hollywood Camera Work)
ショットブロッキングツール。モバイル版も存在する。